# 本多康重
本多康重（日语：／ Honda Yasushige，1554年—1611年5月4日）是日本戰國時代至江戶時代前期的武将和大名。三河岡崎藩初代藩主。廣孝系本多家初代。

## 生平
在天文23年（1554年）出生，家中長男。於永祿5年（1562年）元服，受主君德川家康賜予片諱。在永祿12年（1569年）進攻掛川城為初陣。參加在元龜元年（1570年）的姉川之戰和天正3年（1575年）5月的長篠之戰，特別在長篠之戰中的鳶巢山之戰中被武田軍的鐵炮擊中左股但仍然奮戰，此時的子彈以後都沒有拔出來。
在天正5年（1577年）繼任家督。在小田原征伐後，家康被移至關東，康重由三河田原城移至上野白井藩2萬石。在關原之戰後的慶長6年（1601年）被賜予三河岡崎藩5萬石。

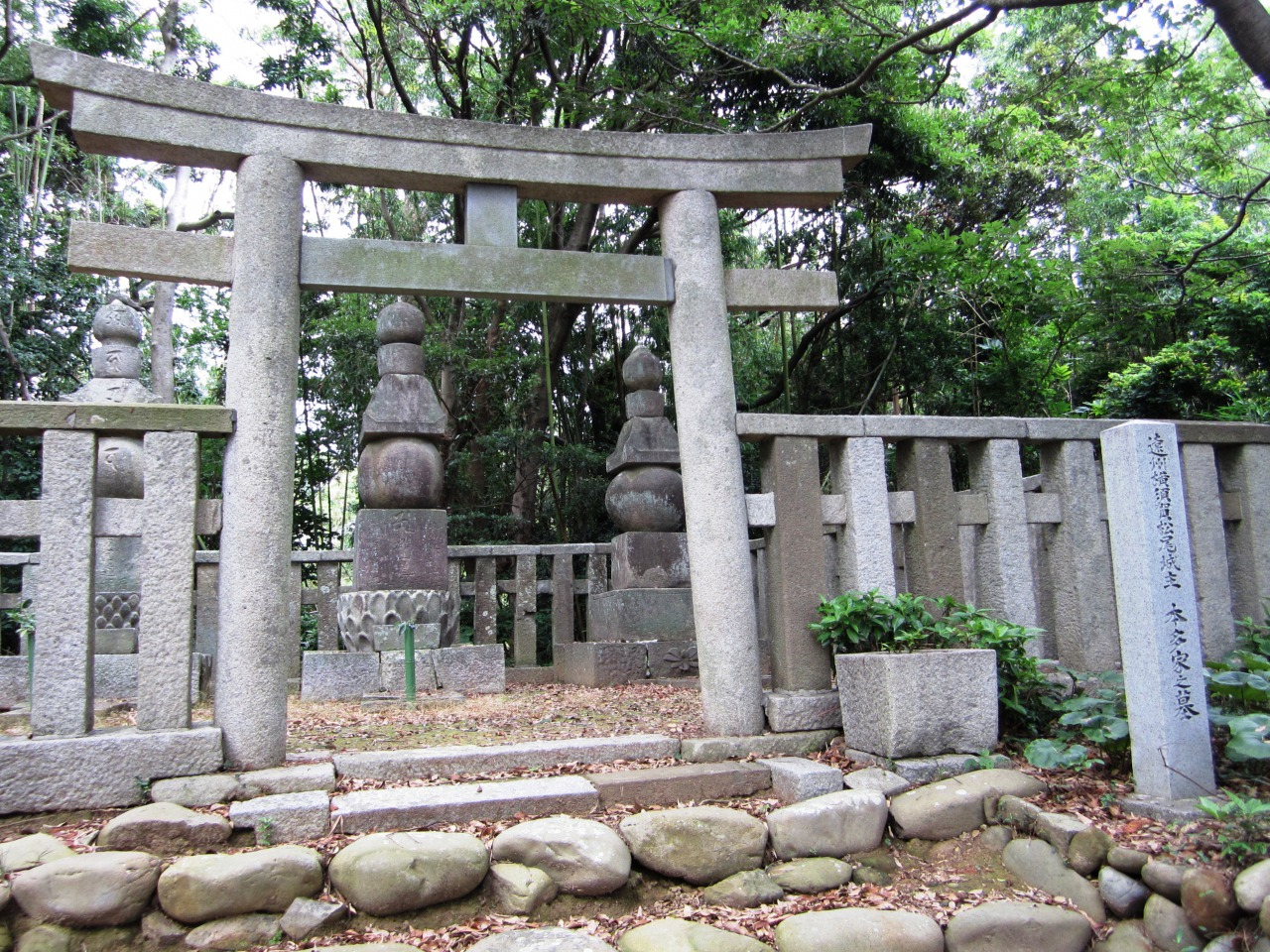
撰要寺的本多家之墓。從右至左分別是康重、兒子康紀、孫兒忠利的墓。静岡縣指定史跡（撰要寺墓塔群）

在慶長16年（1611年）3月22日死去，享年58歳。繼承人是長男康紀。墓所在靜岡縣掛川市横須賀的撰要寺。